# Мариновка (аэродром)
Мариновка — действующий военный аэродром в Волгоградской области, расположенный в 47 км к западу от Волгограда. Официальное название: «Волгоград (Мариновка)».

## История аэродрома
На аэродроме дислоцированы фронтовые самолёты-разведчики Су-24МР 2-й отдельной разведывательной авиационной эскадрильи (войсковая часть 77978) 4-го командования ВВС и ПВО, сформированной 1 января 2014 года из авиационной эскадрильи 6970-й авиабазы, входящей в состав 7-й бригады ВКО. Ранее эти самолёты принадлежали 11-му отдельному разведывательному авиационному Витебскому полку (в/ч 12852), входившему в состав 4-й армии ВВС и ПВО, расформированному в ноябре 2009 года.
С 1 декабря 2015 года 2-я отдельная авиационная эскадрилья переформирована в 11-й смешанный авиационный полк. В состав полка вошли разведывательная авиационная эскадрилья на самолётах Су-24МР и бомбардировочная авиационная эскадрилья на самолётах Су-24М, передислоцированная с аэродрома Морозовск.
До апреля 1998 года на аэродроме базировался 168-й гвардейский авиационный бомбардировочный Краснознамённый полк (войсковая часть 11229) на самолётах Су-24 и Су-24М, передислоцированный в 1993 году из п. Диди-Шираки, Грузия (расформирован).
22 августа 2024 года во время вторжения России на Украину аэродром был атакован БПЛА ВСУ, в результате которой на нем наблюдалась сильная детонация. 27 июня 2025 года на аэродроме два Су-34 были уничтожены и два повреждены в результате атаки беспилотников.

## Авиационные происшествия
- 29 декабря 2011 года около 20:00 мск при выполнении посадки на аэродроме Мариновка произошло возгорание самолёта Су-24. По команде руководителя полетов экипаж катапультировался. Самолёт взорвался и сгорел практически полностью[3].
- 11 февраля 2015 года на расстоянии 7 км от взлётно-посадочной полосы аэродрома Мариновка потерпел катастрофу фронтовой бомбардировщик Су-24МР. По предварительным данным, крушение произошло при заходе на посадку самолёта, вылетавшего на разведку погоды[4]. Экипаж — командир эскадрильи подполковник Кукарцев И. Ю. и старший летчик майор Волосков А. Ф. погибли.